# Marcas de ayer (álbum)
El álbum Marcas de Ayer, de la cantante y compositora peruano-brasilera Adriana Mezzadri, trae toda la energía de la fusión, mezclando sonidos tan distintos y convergentes a la vez, como el de una guitarra eléctrica y una tradicional quena indígena.
Su canción más exitosa es con seguridad Marcas de Ayer, con un sonido profundo, abstracto y de cierta manera psicológico, canción que actualmente es tema principal de la exitosa telenovela, El Clon, vista en toda Latinoamérica. El tema en que se basa esta bella pieza musical es el sentir de una persona clonada al ver cosas conocidas de su vida anterior.
Las otras canciones de su álbum presentan variados géneros: en Estatua de Hielo y Atrapar, nos da una melodía más intensa con la marcada presencia del rock. Por el contrario, Por verte reír explora una dirección más folclórica y termina con un famoso estilo propio de los carnavales de Río, acoplándose muy bien. Fruto de la inocencia es étnicamente peruano. Por el contrario, Te tengo miedo usa elementos costeros del Perú como cajón y guitarra, pero con una interpretación que se asemeja a la andaluza. Estos son algunos de los títulos de esta excelente producción y dejan percibir toda la mezcla que hace de Adriana una artista más que completa, íntegra, pura e intensa.

## Lista de canciones
1. Por verte reír
2. Estatua de Hielo
3. Medianoche
4. Marcas de ayer
5. Fruto de la inocencia
6. Atrapar
7. Te tengo miedo
8. Más que la claridad
9. Inspírame
10. Alianza Eterna (castellano)
11. Aliança Eterna (portugués)

- Datos: Q2886138